# خراستاوتس
خراستاوتس (به چکی: Chrastavec) یک منطقهٔ مسکونی در جمهوری چک است که در ناحیه سویتاوی واقع شده‌است. خراستاوتس ۵٫۴ کیلومتر مربع مساحت و ۲۵۶ نفر جمعیت دارد و ۴۵۵ متر بالاتر از سطح دریا واقع شده‌است.